# Raymond Pearl
Raymond Pearl (ur. 3 czerwca 1879 w Farmington, zm. 17 listopada 1940 w Hershey) – amerykański biolog specjalizujący się w genetyce klasycznej i biometrii, jeden z twórców gerontologii. Przez większość dorosłego życia pracował w Johns Hopkins University w Baltimore. Pozostawił po sobie (także jako współautor) 841 publikacji naukowych i popularnonaukowych o różnej tematyce. 

## Życiorys
Pochodził z dobrze sytuowanej i szanowanej rodziny. Po szkole podstawowej ukończył College w Dartmouth. Rok 1906 spędził pod opieką dydaktyczną Karla Pearsona na studiach przygotowawczych w University College London. Tam zwrócił uwagę na eugenikę oraz biometrię jako obiecujący lecz mało wykorzystywany kierunek w naukach przyrodniczych. Po powrocie do USA podjął i ukończył jednak studia genetyczne.
Hobbystycznie wciąż interesował się eugeniką. Dość niespodzianie w 1927 roku opublikował The Biology of Superiority w którym dość skutecznie podał w wątpliwość ówczesne, fundamentalne założenia eugeniki. Zaskoczenie było tym większe że dotychczas autor był postrzegany jako zdecydowany ich zwolennik. Jego publikacja wykazała sprzeczność poglądów i niewspółmierność proponowanych metod eugenicznych w stosunku do realnie działających w populacji mechanizmów genetyki. Wkrótce Raymond Pearl wstąpił do International Union for the Scientific Study of Population Problems i więcej swego czasu poświęcił genetyce populacji, właśnie rozwijającej się nowej dziedzinie biologii. Wciąż jednak nie stronił od środowiska eugenicznego, gdzieniegdzie zyskał nawet opinię rasisty i antysemity, mimo że udzielał się jako doradca w Ruchu na rzecz przyznania praw czarnym.
W swojej pracy Pearl zajmował się gromadzeniem danych, obliczeniami i statystyką. W 1926 założył The Quarterly Review of Biology. W 1932 roku opracował równanie służące do określania skuteczności środków antykoncepcyjnych zwane na jego cześć wskaźnikiem Pearla.
Interesował się również gerontologią. Znając odkrycie Maxa Rubnera z 1908 roku, który zauważył u ssaków związek masy ciała i tempa przemiany materii z długowiecznością, wiedząc że owoce w niższej temperaturze dojrzewają wolniej a więc w gorszych warunkach starzenie musi wolniej zachodzić, oraz znając hipotezę Alexis Carel że komórki ciała nie starzeją się, Pearl stworzył nową teorię starzenia się. Teoria ta, zwana teorią stopy życiowej mówiła, że przyczyną starzenia się jest potęgująca się z wiekiem dysfunkcja ciała jako całości, czemu sprzyja szybszy metabolizm i dostatek. Teoria Pearla poparta wkrótce przez Harmana Denhama na następne 50 lat stała się jedyną teorią tłumaczącą zjawisko starzenia się. Została w końcu obalona po dokładniejszym przebadaniu i porównaniu biologii szczura z nietoperzem. Okazało się, że nietoperz mimo mniejszej masy ciała i porównywalnego poziomu metabolizmu żyje znacznie dłużej niż szczur.
W prywatnym życiu Raymond Pearl nie przejmował się wnioskami płynącymi z jego własnej teorii, jadł dużo i pił dużo w czym nie przeszkodziła mu nawet wprowadzona w USA prohibicja. Był stałym bywalcem Saturday Night Club. Wynikiem tych doświadczeń była książka Alcohol and Longevity (Alkohol i długowieczność) gdzie pokazał, że regularne picie alkoholu w niewielkiej ilości jest lepsze niż całkowita abstynencja lub picie w nadmiarze. W 1938 r. wykazał zgubny wpływ palenia papierosów na zdrowie.
W listopadzie 1940 roku Pearl wybrał się do miejscowego ogrodu zoologicznego. W trakcie zwiedzania poczuł się źle i musiał przerwać zwiedzanie. Kilka godzin później już nie żył.